# NGC 3503
NGC 3503 (другие обозначения — OCL 833, ESO 128-EN28, AM 1059-593) — эмиссионная туманность с рассеянным скоплением в созвездии Киля. Открыто Джоном Гершелем в 1834 году.
Туманность находится на расстоянии 2,9 килопарсек от Земли. Она подсвечена и ионизована звёздами ранних спектральных классов B, которые принадлежат рассеянному звёздному скоплению Pismis 17. Считается, что NGC 3503 связана с облаком с яркой границей (англ. bright-rimmed cloud) SFO 62. Масса молекулярного газа в последнем составляет 7,6⋅103 M⊙, а концентрация — 400 см−3. Средняя лучевая скорость этой газовой составляющей равна −24,7 км/с, что соответствует скорости всей NGC 3503.
Этот объект входит в число перечисленных в оригинальной редакции «Нового общего каталога».